# Groeten uit...
Groeten uit... is een televisieprogramma waarin bekende Vlamingen teruggaan naar het jaar waarin ze twaalf jaar oud waren.  Het programma wordt uitgezonden op VTM sinds januari 2017 en is ondertussen aan zijn zesde seizoen toe.  De presentatie is in handen van An Lemmens.
Het programma werd in 2017 genomineerd voor een Gouden Roos. Sinds 10 januari 2018 wordt een gelijksoortige programma uitgezonden op RTL 4 in Nederland onder de titel Groeten uit 19xx.

## Inhoud
Het programma wordt opgeluisterd door muziek uit het desbetreffende jaar en er wordt naar televisieprogramma's gekeken uit het jaar. De bekende Vlaming met partner en hun kinderen keren ook volledig terug naar deze tijd mét bijhorende kledij en in een huis dat eruitziet zoals in het betreffende jaar. Hier brengen zij een weekend door, van vrijdag tot zondag. Smartphones en tablets moeten worden ingeleverd bij de presentator en worden aan het eind van het weekend, op zondagavond teruggegeven. 

## Seizoenen

### Seizoen 1
| Afl. | Jaar | Bekende Vlaming   | Kijkcijfers | Uitzenddatum    | Metgezel      |
| ---- | ---- | ----------------- | ----------- | --------------- | ------------- |
| 1    | 1993 | Staf Coppens      | 859.517     | 5 januari 2017  |               |
| 2    | 1979 | Erik Goossens     | 980.784     | 12 januari 2017 | Bieke Ilegems |
| 3    | 1975 | Herman Verbruggen | 851.921     | 19 januari 2017 |               |
| 4    | 1986 | Sven De Ridder    | 953.730     | 26 januari 2017 |               |

### Seizoen 2
| Afl. | Jaar | Bekende Vlaming  | Kijkcijfers | Uitzenddatum     | Metgezel       |
| ---- | ---- | ---------------- | ----------- | ---------------- | -------------- |
| 1    | 1989 | Kelly Pfaff      | 831.256     | 30 januari 2018  |                |
| 2    | 1963 | Jacques Vermeire | 820.174     | 6 februari 2018  | Julie Vermeire |
| 3    | 1984 | Katja Retsin     | 775.972     | 13 februari 2018 | Jan Schepens   |
| 4    | 1991 | Evi Hanssen      | 551.609     | 20 februari 2018 |                |
| 5    | 1976 | Ann Tuts         | 598.084     | 27 februari 2018 |                |
| 6    | 1983 | Kurt Rogiers     | 633.132     | 6 maart 2018     |                |
| 7    | 1975 | Jan Verheyen     | 639.130     | 13 maart 2018    |                |

### Seizoen 3
| Afl. | Jaar | Bekende Vlaming | Kijkcijfers | Uitzenddatum    | Metgezel                        |
| ---- | ---- | --------------- | ----------- | --------------- | ------------------------------- |
| 1    | 1979 | Koen Wauters    | 819.791     | 3 januari 2019  | Valerie De Booser, Zita Wauters |
| 2    | 1988 | Davy Gilles     | 618.816     | 10 januari 2019 | Sasha Rosen                     |
| 3    | 1970 | Eddy Planckaert | 750.663     | 17 januari 2019 | Stephanie Planckaert            |
| 4    | 1986 | Ben Segers      | 634.495     | 24 januari 2019 |                                 |

### Seizoen 4
| Afl. | Jaar | Bekende Vlaming    | Kijkcijfers | Uitzenddatum     | Metgezel  |
| ---- | ---- | ------------------ | ----------- | ---------------- | --------- |
| 1    | 1965 | De Pfaffs          | 612.467     | 7 januari 2020   |           |
| 2    | 1975 | Goedele Liekens    | 594.795     | 14 januari 2020  |           |
| 3    | 1987 | Tine Embrechts     | 659.447     | 21 januari 2020  | Guga Baúl |
| 4    | 1994 | Siska Schoeters    | 552.825     | 28 januari 2020  |           |
| 5    | 1989 | Roel Vanderstukken | 592.494     | 4 februari 2020  |           |
| 6    | 1990 | Wesley Sonck       | 644.339     | 11 februari 2020 |           |
| 7    | 1984 | Sam Bettens        | 530.014     | 18 februari 2020 |           |

### Seizoen 5
| Afl. | Jaar | Bekende Vlaming         | Kijkcijfers | Uitzenddatum  |
| ---- | ---- | ----------------------- | ----------- | ------------- |
| 1    | 1977 | Sergio                  | 559.314     | 21 april 2020 |
| 2    | 1987 | Saartje Vandendriessche | 468.528     | 28 april 2020 |
| 3    | 1964 | Willy Sommers           | 567.193     | 5 mei 2020    |
| 4    | 1995 | Erika Van Tielen        | 536.651     | 12 mei 2020   |

### Seizoen 6
| Afl. | Jaar | Bekende Vlaming                | Kijkcijfers | Uitzenddatum    |
| ---- | ---- | ------------------------------ | ----------- | --------------- |
| 1    | 1976 | Peter Van den Begin            | 395.589     | 5 januari 2021  |
| 2    | 1985 | Kristel Verbeke en Gene Thomas | 469.064     | 12 januari 2021 |
| 3    | 1991 | Ann Van Elsen                  | 372.867     | 19 januari 2021 |
| 4    | 1972 | Wendy van Wanten               | 382.390     | 26 januari 2021 |
| 5    | 1988 | Gunther Levi                   | 373.300     | 2 februari 2021 |
| 6    | 1992 | Joris Hessels                  | 324.177     | 9 februari 2021 |